# Адміністративний устрій Чорноморського району
Адміністративний устрій Чорноморського району — адміністративно-територіальний поділ Чорноморського району АР Крим на 2 селищні та 23 сільські ради, які підпорядковані Чорноморській районній раді та об'єднують 34 населені пункти. Адміністративний центр — смт Чорноморське.

## Список радЧорноморського району
| №  | Назва                         | Центр            | Населені пункти                                                    | Площа км² | Місце за площею | Населення (2001), чол. | Місце за населенням |
| -- | ----------------------------- | ---------------- | ------------------------------------------------------------------ | --------- | --------------- | ---------------------- | ------------------- |
| 1  | Чорноморська селищна рада     | смт Чорноморське | смт Чорноморське                                                   |           |                 |                        |                     |
| 2  | Далеківська сільська рада     | c. Далеке        | c. Далеке c. Володимирівка c. Журавлівка c. Зоряне c. Сєверне      |           |                 |                        |                     |
| 3  | Кіровська сільська рада       | c. Тарханкут     | c. Тарханкут c. Дозорне c. Задорне c-ще Низівка                    |           |                 |                        |                     |
| 4  | Краснополянська сільська рада | c. Красна Поляна | c. Красна Поляна c. Внукове c. Кузнецьке                           |           |                 |                        |                     |
| 5  | Красноярська сільська рада    | c. Красноярське  | c. Красноярське c. Ленське                                         |           |                 |                        |                     |
| 6  | Медведівська сільська рада    | c. Медведеве     | c. Медведеве c-ще Озерівка                                         |           |                 |                        |                     |
| 7  | Міжводненська сільська рада   | c. Міжводне      | c. Міжводне c. Водопійне c. Зайцеве c. Коп-Аран c. Сніжне          |           |                 |                        |                     |
| 8  | Новоіванівська сільська рада  | c. Новоіванівка  | c. Новоіванівка c. Хмельове                                        |           |                 |                        |                     |
| 9  | Новосільська сільська рада    | c. Новосільське  | c. Новосільське c. Тока                                            |           |                 |                        |                     |
| 10 | Окунівська сільська рада      | c. Окунівка      | c. Окунівка c. Громове c. Знам'янське c. Красносільське c. Мар'їне |           |                 |                        |                     |
| 11 | Оленівська сільська рада      | c. Оленівка      | c. Оленівка c. Калинівка c. Маяк                                   |           |                 |                        |                     |

* Примітки: м. — місто, с-ще — селище, смт — містечко (селище міського типу), с. — село